# (523775) 2014 YB35
2014 واي بي 35 (ويعرف أيضًا باسم (523775) 2014 واي بي 35 وفق تسمية الكوكب الصغير) (بالإنجليزية: 2014 YB35)‏ هو كويكب ضمن حزام الكويكبات؛ وترتيبه 523775 من حيث الاكتشاف.
اكتُشف هذا الجُرم الفلكي بواسطة ماسح السماء كاتالينا في 27 ديسمبر 2014.

## وصلات خارجية
- (523775) 2014 YB35 في قاعدة بيانات مختبر الدفع النفاث لأجرام النظام الشمسي الصغيرة

- الاكتشاف · مخطط المدار ·  العناصر المدارية · المعلمات المادية

- (523775) 2014 YB35 على موقع ويكي سكاي: DSS2, SDSS, GALEX, IRAS, Hydrogen α, X-Ray, Astrophoto, Sky Map, Articles and images

قالب:الكواكب الصغيرة: 523001–524000